# 簡單軸孔珊瑚
簡單軸孔珊瑚（学名：Acropora austera）为軸孔珊瑚科軸孔珊瑚屬下的一个种。